# Juan Giha
Juan Jorge Giha Yarur (Santiago del Cile, 23 aprile 1955) è un ex tiratore a volo peruviano.

## Palmarès

### Olimpiadi
- 1 medaglia:
  - 1 argento (Barcellona 1992 nello skeet)